# Спирин, Василий Романович
Василий Романович Спирин (29 января 1926, Александрия, Саратовская губерния — 1 января 1992, Яры, Восточно-Казахстанская область) — ефрейтор Рабоче-крестьянской Красной Армии, участник Великой Отечественной войны, Герой Советского Союза (1944).

## Биография
Василий Спирин родился 29 января 1926 года в селе Александрия (ныне — Ершовского района Саратовской области). Русский. Окончил 6 классов средней школы и школу ФЗУ. Работал токарем на одном из заводов Свердловска.
В армии с ноября 1943 года. Сражался на 3-м Прибалтийском и Карельском фронтах. Принимал участие в освобождении Ленинградской области и Карельской АССР. С мая 1944 года — стрелок 419-го стрелкового полка 18-й стрелковой дивизии. Особо отличился в ходе Свирско-Петрозаводской операции.
21 июня 1944 года при прорыве второй линии обороны противника в районе посёлка Подпорожье под яростным огнём противника проделал проход в трёх рядах проволочных заграждений и по сигналу к атаке первым ворвался во вражеские траншеи. Действуя автоматом и гранатами, очистил от солдат неприятеля 40 метров траншеи. Своими действиями способствовал продвижению роты.
22 июня 1944 года под огнём врага на одиночном плоту переправился через реку Свирь и автоматным огнём прикрывал переправу десантно-штурмовой группы. Когда группа финских солдат попыталась окружить его и захватить в плен, смело вступил в бой с превосходящим по численности врагом, уничтожив при этом трёх вражеских солдат и ещё несколько ранив. Исключительное мужество ефрейтора Спирина способствовало переправе всей роты.
26 июня в бою за овладение участком шоссе Олонец — Петрозаводск, в районе деревни Коткозеро, участвовал в отражении восьми контратак неприятеля, лично уничтожив 5 финских солдат и одного офицера.
За мужество и героизм, проявленные в боях, Указом Президиума Верховного Совета СССР от 21 июля 1944 года ефрейтору Спирину Василию Романовичу присвоено звание Героя Советского Союза с вручением ордена Ленина и медали «Золотая Звезда» (№ 3782).
В июле 1944 года был направлен на фронтовые курсы младших офицеров. Участник советско-японской войны 1945 года.
В 1946 году окончил курсы младший лейтенантов при Орджоникидзевском военном училище НКВД СССР (ныне в город Владикавказ). С 1946 года служил в 258-м полку внутренних войск МВД СССР. С 1950 года лейтенант В. Р. Спирин — в отставке.
Жил в селе Яры Большенарымского (ныне Катон-Карагайского) района Восточно-Казахстанской области (Казахская ССР). Работал киномехаником в колхозе имени В. И. Ленина. Умер 1 января 1992 года.
Почетный гражданин города Подпорожье Ленинградской области